# Greta Silver
Greta Silver (* 1948) ist das Pseudonym einer deutschen YouTuberin, Podcasterin, Autorin und ein Best-Ager-Model.

## Leben
Greta Silver wuchs auf einem Bauernhof bei Osnabrück auf. Sie arbeitete als Sekretärin, bis sie sich als Hausfrau 17 Jahre lang ihrer Familie mit drei Kindern widmete. Mit 48 Jahren machte sie sich mit der Inneneinrichtung von Ferienhäusern, Hotels und Hausbooten selbstständig. Auf Vorschlag ihrer Tochter nahm sie an einem Fotoshooting für Mütter mit ihren Töchtern teil. Mit 66 Jahren startete sie unter dem Pseudonym Greta Silver ihren YouTube-Kanal Greta Silver – zu jung fürs Alter, auf dem sie über das Alter als Lebensphase spricht. 2018 schrieb Silver ihr erstes Buch Wie Brausepulver auf der Zunge, das auf Rang 8 der Bestsellerliste für Sachbücher kam. Im Oktober 2019 veröffentlichte sie ihren Podcast Glücklich sein ist eine Entscheidung bei allen Streamingdiensten. Im November 2019 erschien im Rowohlt Verlag ihr zweites Buch Alt genug, um mich jung zu fühlen und im März 2022 das Buch bring dich selbst zum Leuchten – Schönheit im Alter.

## Veröffentlichungen
- Gedichte für Lebensfreude pur, BoD, Norderstedt 2016, ISBN 9783739227825.
- Wie Brausepulver auf der Zunge: Glücklich sein ist keine Frage des Alters. Scorpio Verlag, München 2018, ISBN 978-3958031715.
- Alt genug, um mich jung zu fühlen. Rowohlt, Hamburg 2019, ISBN 978-3499001178.
- Bring Dich selbst zum Leuchten – Schönheit im Alter. Rowohlt, Hamburg 2022, ISBN 978-3-499-00818-4.